# Canarana (ort)
Canarana är en ort i Brasilien.   Den ligger i kommunen Canarana och delstaten Bahia, i den östra delen av landet, 800 km nordost om huvudstaden Brasília. Canarana ligger 696 meter över havet och antalet invånare är 10 785.
Terrängen runt Canarana är huvudsakligen platt. Canarana ligger nere i en dal. Närmaste större samhälle är Barro Alto, 17,7 km sydväst om Canarana.
Omgivningarna runt Canarana är huvudsakligen savann. Runt Canarana är det ganska glesbefolkat, med 34 invånare per kvadratkilometer.